# Salvatore Minocchi
(Salvatore Minocchi, Memorie di un modernista, Firenze, 1974, pp. 100-107)
Salvatore Minocchi (Raggiolo, 26 agosto 1869 – Travale, 13 agosto 1943) è stato un presbitero, storico, biblista, teologo, ebraista italiano, uno dei principali esponenti del modernismo.

## Biografia
Ordinato sacerdote nel 1892, si dedicò fin da giovane alle scienze bibliche sotto la guida di David Castelli (1836-1901) all'Istituto di Studi Pratici e Superiori di Firenze. Nel 1901 ottenne la cattedra di Lingua e letteratura ebraica all'Università di Firenze, dove rimase fino al 1909, anno in cui si trasferì all'Università di Pisa. Dal 1896 al 1899 fondò e diresse la Rivista bibliografica italiana. Nel 1901 fondò, e diresse fino al 1907, il periodico Studi religiosi, la cui nascita diede l'avvio al modernismo italiano. Nel 1908, chiusa Studi religiosi, fondò una nuova rivista, La vita religiosa, di fatto continuazione della precedente; quest'ultima rivista cessò tuttavia le pubblicazioni dopo l'uscita del terzo numero.
In realtà, più che modernista, Minocchi era un razionalista. Nel 1908, in seguito a una conferenza sulla Genesi tenuta a Firenze il 23 gennaio dello stesso anno, Minocchi fu sospeso a divinis; poco dopo lasciò l'abito ecclesiastico e abbandonò tutte le attività religiose, dedicandosi esclusivamente agli studi e all'insegnamento universitario di storia delle religioni. Nel 1912 si sposò col rito civile.

## Scritti
- Bellosguardo a Firenze: Memorie storiche e letterarie. Firenze: Tipografia di Enrico Ariani, 1902
- Cresto e i crestani . Roma: Tipografia dell'Unione editrice, 1914
- Crisi odierna del cattolicesimo in Germania . Firenze: Tipografia Enrico Ariani, 1907
- Eva: Mistero drammatico. Firenze: Succ. B. Seeber, 1925
- Gli inni di Mosè e di Debora, tradotti dall'ebraico e illustrati dal dott. S. Minocchi. Milano: Tipografia Serafino Ghezzi, 1896
- Gli Italiani in Russia e in Siberia: lettere e documenti . Firenze, 1933 (Poggio Mirteto: Arti grafiche Sabine)
- I miti babilonesi e le origini della gnosi . Roma: Tipografia Unione Editrice, 1914
- I Salmi, tradotti dal testo ebraico comparato colle antiche versioni, con introduzione e note del sac. Salvatore Minocchi. Firenze: Tipografia Minori corrigendi, 1895; Roma: Federico Pustet, 1905
- I Vangeli, tradotti e annotati da Salvatore Minocchi; con una lettera del cardinale Capecelatro; in appendice: Frammento apocrifo secondo Pietro. Firenze: Biblioteca Scientifico-religiosa; Roma: Libreria Pontificia di F. Pustet, 1900
- Il Cantico dei cantici, tradotto e commentato da Salvatore Minocchi; con uno studio sulla donna e l'amore nell'antico Oriente. Roma: E. Voghera, 1898
- Il martirio di S. Sebastiano. Roma: Tipografia della Camera dei Deputati, 1911
- Il Nome di Maria, saggio critico storico. Firenze: Libreria editrice S. Raffaele, 1897
- Il Nuovo Testamento, tradotto e annotato da Salvatore Minocchi. Firenze: Biblioteca Scientifico-religiosa; Roma: Libreria Pontificia di F. Pustet
- Il Panteon: origini del Cristianesimo . Firenze: Succ. B. Seeber, 1914
- Il poema sacro: guida storico-religiosa alla Divina Commedia . Bari: Laterza, 1937
- Il salterio davidico: nuove ricerche di critica biblica . Firenze: Biblioteca scientifico-religiosa, 1905
- L'enigma della genesi nel pensiero antico e moderno . Firenze: Tipografia Enrico Ariani, 1908
- L' Ingegno e le opere di Luisa Anzoletti, Lettura fatta il 13 aprile 1896 al Circolo filologico di Firenze. Milano: L. Cogliati Edit., 1896 (Firenze, Scuola Tip. Salesiana)
- L'ombra di Dante. Firenze: F. Le Monnier, 1921
- La "Legenda trium sociorum" : nuovi studi sulle fonti biografiche di San Francesco d'Assisi. Firenze: Tip. Galileiana, 1900
- La Genesi con discussioni critiche. Firenze: Biblioteca scientifico-religiosa, 1908
- La protezione degli animali e la pietà cristiana . Roma: Società romana per la protezione degli animali, 1906
- La questione francescana . Torino: Ermanno Loescher, 1902
- La religione come scienza storica : principii di una scienza della religione. Firenze, 1923
- Le lamentazioni del profeta Geremia, tradotte e commentate da S. Minocchi con uno studio sulla poesia elegiaca nell'antico Oriente. Roma: Desclée, Lefebvre e c., 1897
- Le mistiche nozze di San Francesco e Madonna povertà, allegoria francescana del secolo XIII edita in un testo del Trecento da Salvatore Minocchi. Firenze: Biblioteca scientifico-religiosa, 1901
- Le profezie d'Isaia, tradotte e commentate da Salvatore Minocchi. Bologna: Libreria Matteuzzi, 1907
- Manuale di Lingua araba, ad uso delle scuole. Firenze: R. Bemporad e Figlio, 1914 (E. Ariani)
- Memorie di un modernista. Firenze: Vallecchi, stampa 1974
- Mosè e i libri mosaici. Modena: Formiggini, 1911
- Per la Manciuria a Pechino: ottobre 1903 . Firenze: Libreria B. Seeber, 1904
- Pia de' Tolomei : dramma romantico. Firenze: B. Seeber, 1926
- Religione e filosofia. Modena: A. F. Formiggini, 1910
- Storia dei salmi e dell'idea messianica, 5 letture fatte dal R. Istituto di Studi Superiori a Firenze durante la Quaresima dell'anno 1902. Firenze: Biblioteca scientifico-religiosa, 1904
- Un disinganno della scienza biblica : i papiri aramaici Elefantina . Roma: Bilychnis, 1920
- Un tramonto a Vallombrosa. Roma: Direzione della Nuova antologia, 1924